# 普拉滕堡
普拉滕堡（德語：Plattenburg）是德国勃兰登堡州的一个市镇，隶属于普里格尼茨县。总面积为202.02平方千米，截至2020年总人口为3274人。